# Castel di Luco
Castel di Luco è una costruzione fortificata che si eleva nel territorio comunale di Acquasanta Terme in provincia di Ascoli Piceno. Sorge sulla sommità di uno sperone roccioso di travertino, questa privilegiata posizione strategica rende il castello isolato sull'altura che lo ospita, idonea a sfruttare la naturale difendibilità del luogo.
Situato vicino al borgo di Paggese, domina l'antica Consolare Salaria che costeggia il corso del fiume Tronto.
La fortezza conserva intatto il suo aspetto medievale, particolarmente originale per la sua insolita forma ellittica. È stato colpito dai terremoti verificatisi nel centro Italia tra Agosto 2016 e Gennaio 2017. Nel 2024 sono stati completati i lavori post sisma che ne hanno permesso la riapertura.

## Storia

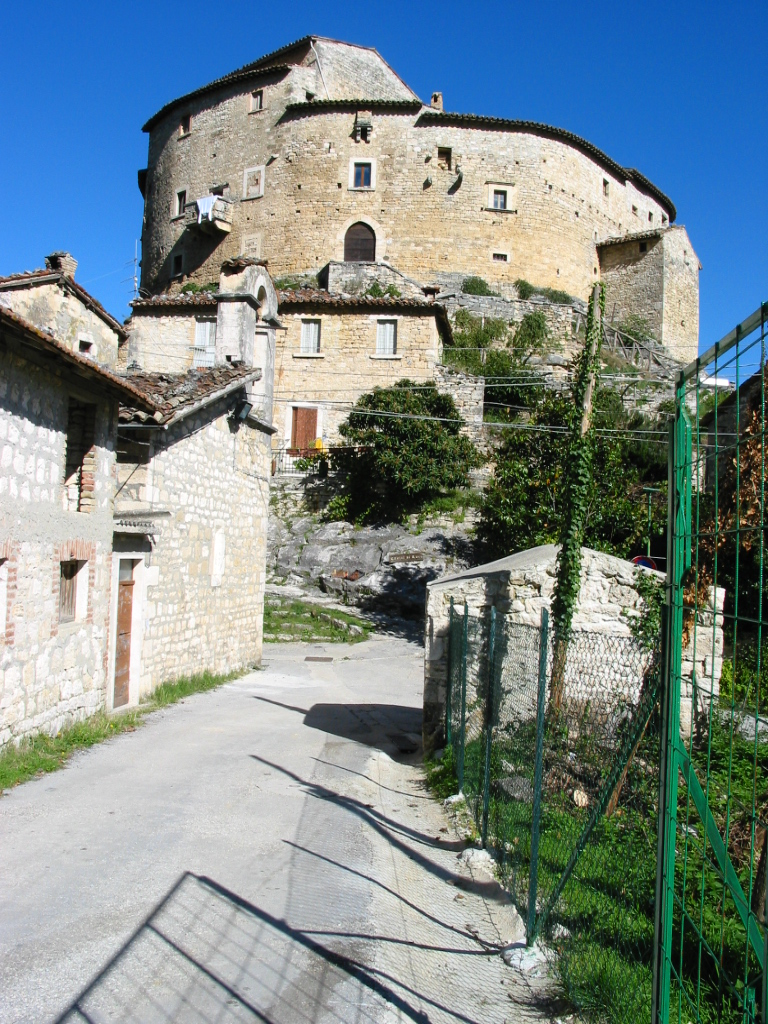
Castello dal basso

Le fonti documentali non si esprimono univocamente sulle origini della costruzione, l'ipotesi sulla nascita di Castel di Luco riportata da Giuseppe Colucci, abate e storico ascolano del 1500, che riferisce nel suo testo Delle antichità picene,  descrive il sito come un luogo di culto italico-romano. Questo autore riteneva che sull'area dove oggi sorge la fortezza vi fosse un bosco sacro in cui si celebravano riti pagani e che il castello sarebbe stato costruito al centro del bosco, sull'altura di travertino in cui, probabilmente, si trovavano gli altari dei sacrifici.
Bernardo Carfagna sostiene che il castello potrebbe affondare le sue origini nella riorganizzazione militare-territoriale dell'Italia bizantina che determinò la creazione di nuovi presidi castrensi dando vita ad una vera "rivoluzione" dei distretti municipali romani.
Nei tempi antecedenti all'affermarsi del Comune Ascolano, Castel di Luco deve aver svolto, quasi sicuramente, una sorta di ruolo di "corte di giustizia". Superò l'attacco di Carlo d'Angiò e delle milizie di Galeotto I Malatesta. Nel XIII secolo fu proprietà degli Sforza. Dal 1400 al 1800 appartenne alla famiglia Ciucci.
Pietro di Vanne Ciucci, signore di Luco, capeggiando un gruppo di montanari partì il 10 agosto 1445 dalla residenza fortificata, per liberare Ascoli Piceno dal potere di Rinaldo di Folignano, fratello uterino di Francesco Sforza. Giunto nella città, dopo aver occupato il palazzo di Rinaldo, proclamò la sovranità pontificia.
Il bandito ascolano Parisani nel 1562 fece uccidere in questo castello Chiarino Montaroni, colui che avrebbe dovuto difendere il presidio. Parisani si impadronì del cadavere e con l'aiuto dei suoi sgherri lo gettò nel fiume Tronto.
Negli anni che seguirono il castello da fortezza si trasformò in residenza gentilizia della casata Ciucci che ne fu proprietaria fino al 1800, quando l'ultima ereditiera, Maria, sposò Giuseppe Amici che lo ha tramandato fino ad oggi ai suoi discendenti. Attualmente l'antico fortilizio è sede di una struttura ricettiva.

### Toponimo
La denominazione latina Castrum Lucum si compone della parola castrum che vuol dire luogo fortificato e Lucum che, secondo lo storico Giuseppe Colucci, deriverebbe il toponimo da lucus ossia il luogo della luce o radura del bosco dove giunge la luce.

## Architettura
La progettazione iniziale della fortificazione si proponeva di erigere un castello-recinto che fosse sia la residenza del signore, degli armati e dei famigliari, e sia un rifugio sicuro per gli abitanti del feudo in caso di pericolo.
In tempi successivi, il subentrare di nuove necessità di spazi abitativi destinati alla vita quotidiana della famiglia signorile determinò le ragioni dell'ampliamento della costruzione e del fiorire del piccolo borgo sottostante che si dipana concentricamente al palazzo, intorno allo sperone roccioso.
Le mura di cinta, che racchiudono il cortile interno, seguono il bordo della rupe sviluppando una struttura irregolarmente circolare e chiusa.
L'elemento bellico più evidente è la torre a scarpa munita di cordone antiscalata e di archibugiere. Questa fu costruita nel XVI secolo, quando il "guscio" del castello non fu più idoneo come elemento difensivo visto che la difesa territoriale poteva essere affidata solo alle strutture bastionate. La fortificazione, probabilmente, aveva anche una coronatura di merli.
Intorno al suo perimetro vi erano numerosi gattoni in travertino (mensole sporgenti a strapiombo dalla muratura che con ballatoi e bertesche lignee, consentivano di spiare il nemico e di combatterlo stando al riparo).
Alzata a sud-est si trova la torricina da difesa.

## Eventi
Nel 2011 col concerto di Franco Morone è stata inserita nel calendario del Festival dell'Appennino.